# 2016–2017-es női EHF-bajnokok ligája (középdöntő)
Ez a cikk ismerteti a 2016–2017-es női EHF-bajnokok ligája középdöntőcsoportjainak az eredményeit.

## Lebonyolítás
A csoportkörből továbbjutott csapatokat a középdöntőben két csoportba sorolták. Az A és B csoportból az 1-es középdöntőcsoportba, a C és D csoportból pedig a 2-es középdöntőcsoportba kerültek a csapatok. A középdöntőcsoportokon belül oda-vissza vágós rendszerű körmérkőzést játszanak a csapatok, de az azonos csoportból érkezők nem, nekik a csoportmérkőzések eredményei számítanak a tabellába. A csoportok első négy helyen végző csapatai jutnak tovább a negyeddöntőbe.
Egy elért győzelemért 2 pont jár, egy döntetlenért 1, egy vereségért pedig 0. Azonos pontszám esetén az alábbiak szerint döntik el a sorrendet:
1. Egymás elleni mérkőzéseken szerzett több pont,
2. Egymás elleni mérkőzések alapján számolt gólkülönbség,
3. Egymás elleni mérkőzéseken lőtt több gól,
4. A csoport összes meccse alapján számolt gólkülönbség,
5. A csoportban lőtt gólok száma,
6. Sorsolás.

## Középdöntőcsoportok

### 1-es középdöntőcsoport
| #  | Csapat                  | M  | Gy | D | V | G+  | G–  | Gk   | P  |
| -- | ----------------------- | -- | -- | - | - | --- | --- | ---- | -- |
| 1. | Vardar                  | 10 | 7  | 1 | 2 | 311 | 279 | +32  | 15 |
| 2. | FTC-Rail Cargo Hungaria | 10 | 6  | 2 | 2 | 290 | 265 | +25  | 14 |
| 3. | Budućnost Podgorica     | 10 | 7  | 0 | 3 | 286 | 248 | +38  | 14 |
| 4. | Metz Handball           | 10 | 5  | 0 | 5 | 273 | 238 | +35  | 10 |
| 5. | Thüringer HC            | 10 | 2  | 1 | 7 | 257 | 286 | –29  | 5  |
| 6. | GK Asztrahanocska       | 10 | 1  | 0 | 9 | 229 | 330 | –101 | 2  |

| 2017. január 28. 18:30 | Metz Handball | 25–28       | FTC-Rail Cargo Hungaria | Arènes de Metz, Metz Nézőszám: 4163 Játékvezetők: Praštalo, Todorović (BIH) |
| 2017. január 28. 18:30 | Gros 9        | (14–13)     | Pena 7                  | Arènes de Metz, Metz Nézőszám: 4163 Játékvezetők: Praštalo, Todorović (BIH) |
| 2017. január 28. 18:30 | 4× 2×         | Jegyzőkönyv | 4× 3×                   | Arènes de Metz, Metz Nézőszám: 4163 Játékvezetők: Praštalo, Todorović (BIH) |

| 2017. január 29. 14:00 | Thüringer HC | 34–22       | GK Asztrahanocska | Wiedigsburghalle, Nordhausen Nézőszám: 1600 Játékvezetők: Johansson, Kliko (SWE) |
| 2017. január 29. 14:00 | Luzumová 9   | (15–9)      | Szabirova 9       | Wiedigsburghalle, Nordhausen Nézőszám: 1600 Játékvezetők: Johansson, Kliko (SWE) |
| 2017. január 29. 14:00 | 4× 3×        | Jegyzőkönyv | 8× 3×             | Wiedigsburghalle, Nordhausen Nézőszám: 1600 Játékvezetők: Johansson, Kliko (SWE) |

| 2017. január 29. 19:30 | Budućnost Podgorica | 28–31       | Vardar    | Morača Sports Center, Podgorica Nézőszám: 3096 Játékvezetők: Arntsen, Røen (NOR) |
| 2017. január 29. 19:30 | Neagu 10            | (16–16)     | Penezić 8 | Morača Sports Center, Podgorica Nézőszám: 3096 Játékvezetők: Arntsen, Røen (NOR) |
| 2017. január 29. 19:30 | 2× 3×               | Jegyzőkönyv | 1× 2×     | Morača Sports Center, Podgorica Nézőszám: 3096 Játékvezetők: Arntsen, Røen (NOR) |

| 2017. február 4. 14:00 | FTC-Rail Cargo Hungaria | 32–24       | Thüringer HC    | Elek Gyula Aréna, Budapest Nézőszám: 1300 Játékvezetők: Kijauskaitė, Žalienė (LTU) |
| 2017. február 4. 14:00 | négy játékos 4          | (15–10)     | három játékos 4 | Elek Gyula Aréna, Budapest Nézőszám: 1300 Játékvezetők: Kijauskaitė, Žalienė (LTU) |
| 2017. február 4. 14:00 | 4× 2×                   | Jegyzőkönyv | 6× 3×           | Elek Gyula Aréna, Budapest Nézőszám: 1300 Játékvezetők: Kijauskaitė, Žalienė (LTU) |

| 2017. február 4. 17:00 | GK Asztrahanocska | 21–34       | Budućnost Podgorica | Sportcomplex Zvezdny, Asztrahán Nézőszám: 3800 Játékvezetők: Marín, García (ESP) |
| 2017. február 4. 17:00 | Szabirova 7       | (9–18)      | Neagu 8             | Sportcomplex Zvezdny, Asztrahán Nézőszám: 3800 Játékvezetők: Marín, García (ESP) |
| 2017. február 4. 17:00 | 2× 1×             | Jegyzőkönyv | 2×                  | Sportcomplex Zvezdny, Asztrahán Nézőszám: 3800 Játékvezetők: Marín, García (ESP) |

| 2017. február 4. 17:30 | Vardar        | 23–21       | Metz Handball | Jane Sandanski Arena, Szkopje Nézőszám: 4000 Játékvezetők: Covalciuc, Covalciuc (MDA) |
| 2017. február 4. 17:30 | Damnjanović 5 | (13–11)     | Gros 5        | Jane Sandanski Arena, Szkopje Nézőszám: 4000 Játékvezetők: Covalciuc, Covalciuc (MDA) |
| 2017. február 4. 17:30 | 3× 2×         | Jegyzőkönyv | 3× 3×         | Jane Sandanski Arena, Szkopje Nézőszám: 4000 Játékvezetők: Covalciuc, Covalciuc (MDA) |

| 2017. február 11. 18:30 | Metz Handball | 37–18       | GK Asztrahanocska | Arènes de Metz, Metz Nézőszám: 3823 Játékvezetők: Leszczyński, Piechota (POL) |
| 2017. február 11. 18:30 | Sajka 5       | (17–10)     | Szabirova 7       | Arènes de Metz, Metz Nézőszám: 3823 Játékvezetők: Leszczyński, Piechota (POL) |
| 2017. február 11. 18:30 | 3× 3×         | Jegyzőkönyv | 6× 2× 1×          | Arènes de Metz, Metz Nézőszám: 3823 Játékvezetők: Leszczyński, Piechota (POL) |

| 2017. február 12. 14:00 | Thüringer HC    | 29–31       | Vardar     | Wiedigsburghalle, Nordhausen Nézőszám: 1500 Játékvezetők: Florescu, Stoia (ROU) |
| 2017. február 12. 14:00 | három játékos 5 | (13–18)     | Penezić 10 | Wiedigsburghalle, Nordhausen Nézőszám: 1500 Játékvezetők: Florescu, Stoia (ROU) |
| 2017. február 12. 14:00 | 4× 3×           | Jegyzőkönyv | 3× 3×      | Wiedigsburghalle, Nordhausen Nézőszám: 1500 Játékvezetők: Florescu, Stoia (ROU) |

| 2017. február 12. 19:00 | Budućnost Podgorica | 25–33       | FTC-Rail Cargo Hungaria | Morača Sports Center, Podgorica Nézőszám: 3000 Játékvezetők: Tzaferopoulos, Bethmann (GRE) |
| 2017. február 12. 19:00 | Bulatović 7         | (9–19)      | Szucsánszki 7           | Morača Sports Center, Podgorica Nézőszám: 3000 Játékvezetők: Tzaferopoulos, Bethmann (GRE) |
| 2017. február 12. 19:00 | 2× 3×               | Jegyzőkönyv | 5× 3×                   | Morača Sports Center, Podgorica Nézőszám: 3000 Játékvezetők: Tzaferopoulos, Bethmann (GRE) |

| 2017. február 25. 15:00 | FTC-Rail Cargo Hungaria | 29–23       | Metz Handball    | Elek Gyula Aréna, Budapest Nézőszám: 1300 Játékvezetők: Năstase, Stancu (ROU) |
| 2017. február 25. 15:00 | Schatzl, Szucsánszki 6  | (15–10)     | Horacek, Zaadi 5 | Elek Gyula Aréna, Budapest Nézőszám: 1300 Játékvezetők: Năstase, Stancu (ROU) |
| 2017. február 25. 15:00 | 1× 3×                   | Jegyzőkönyv | 4× 3×            | Elek Gyula Aréna, Budapest Nézőszám: 1300 Játékvezetők: Năstase, Stancu (ROU) |

| 2017. február 25. 17:00 | GK Asztrahanocska | 26–24       | Thüringer HC | Sportcomplex Zvezdny, Asztrahán Nézőszám: 3800 Játékvezetők: Mandák, Rudinský (SVK) |
| 2017. február 25. 17:00 | Szabirova 13      | (17–12)     | Engel 8      | Sportcomplex Zvezdny, Asztrahán Nézőszám: 3800 Játékvezetők: Mandák, Rudinský (SVK) |
| 2017. február 25. 17:00 | 2× 3×             | Jegyzőkönyv | 3× 3×        | Sportcomplex Zvezdny, Asztrahán Nézőszám: 3800 Játékvezetők: Mandák, Rudinský (SVK) |

| 2017. február 26. 17:30 | Vardar    | 28–31       | Budućnost Podgorica | Jane Sandanski Arena, Szkopje Nézőszám: 4500 Játékvezetők: Christiansen, Hansen (DEN) |
| 2017. február 26. 17:30 | Penezić 6 | (16–17)     | Bulatović 14        | Jane Sandanski Arena, Szkopje Nézőszám: 4500 Játékvezetők: Christiansen, Hansen (DEN) |
| 2017. február 26. 17:30 | 3× 2×     | Jegyzőkönyv | 3× 3×               | Jane Sandanski Arena, Szkopje Nézőszám: 4500 Játékvezetők: Christiansen, Hansen (DEN) |

| 2017. március 5. 15:00 | Thüringer HC | 29–29       | FTC-Rail Cargo Hungaria | Wiedigsburghalle, Nordhausen Nézőszám: 1800 Játékvezetők: Antić, Jakovljević (SRB) |
| 2017. március 5. 15:00 | Luzumová 12  | (15–17)     | Zácsik 6                | Wiedigsburghalle, Nordhausen Nézőszám: 1800 Játékvezetők: Antić, Jakovljević (SRB) |
| 2017. március 5. 15:00 | 2× 3×        | Jegyzőkönyv | 2× 3×                   | Wiedigsburghalle, Nordhausen Nézőszám: 1800 Játékvezetők: Antić, Jakovljević (SRB) |

| 2017. március 5. 15:00 | Metz Handball | 42–28       | Vardar     | Arènes de Metz, Metz Nézőszám: 4602 Játékvezetők: Brkic, Jusufhodzic (AUT) |
| 2017. március 5. 15:00 | Gros 12       | (19–16)     | Penezić 10 | Arènes de Metz, Metz Nézőszám: 4602 Játékvezetők: Brkic, Jusufhodzic (AUT) |
| 2017. március 5. 15:00 | 2× 3×         | Jegyzőkönyv | 6× 2×      | Arènes de Metz, Metz Nézőszám: 4602 Játékvezetők: Brkic, Jusufhodzic (AUT) |

| 2017. március 5. 19:00 | Budućnost Podgorica | 38–20       | GK Asztrahanocska | Verde Complex, Podgorica Nézőszám: 500 Játékvezetők: Vranes, Wenninger (AUT) |
| 2017. március 5. 19:00 | Cvijić, Neagu 5     | (18–11)     | Posztnova 6       | Verde Complex, Podgorica Nézőszám: 500 Játékvezetők: Vranes, Wenninger (AUT) |
| 2017. március 5. 19:00 | 5× 3×               | Jegyzőkönyv | 3× 3×             | Verde Complex, Podgorica Nézőszám: 500 Játékvezetők: Vranes, Wenninger (AUT) |

| 2017. március 11. 15:00 | FTC-Rail Cargo Hungaria | 23–24       | Budućnost Podgorica | Elek Gyula Aréna, Budapest Nézőszám: 1300 Játékvezetők: Erdoğan, Özdeniz (TUR) |
| 2017. március 11. 15:00 | Jovanović 6             | (8–9)       | Bulatović, Neagu 7  | Elek Gyula Aréna, Budapest Nézőszám: 1300 Játékvezetők: Erdoğan, Özdeniz (TUR) |
| 2017. március 11. 15:00 | 2× 2×                   | Jegyzőkönyv | 6× 2×               | Elek Gyula Aréna, Budapest Nézőszám: 1300 Játékvezetők: Erdoğan, Özdeniz (TUR) |

| 2017. március 11. 17:00 | GK Asztrahanocska        | 20–28       | Metz Handball  | Sportcomplex Zvezdny, Asztrahán Nézőszám: 4000 Játékvezetők: Christidi, Papamattheou (GRE) |
| 2017. március 11. 17:00 | Chigirinova, Posztnova 4 | (13–11)     | Smits, Zaadi 5 | Sportcomplex Zvezdny, Asztrahán Nézőszám: 4000 Játékvezetők: Christidi, Papamattheou (GRE) |
| 2017. március 11. 17:00 | 7× 2×                    | Jegyzőkönyv | 3× 2×          | Sportcomplex Zvezdny, Asztrahán Nézőszám: 4000 Játékvezetők: Christidi, Papamattheou (GRE) |

| 2017. március 11. 17:30 | Vardar      | 36–26       | Thüringer HC | Jane Sandanski Arena, Szkopje Nézőszám: 2000 Játékvezetők: Panayides, Andreou (CYP) |
| 2017. március 11. 17:30 | Radičević 9 | (19–12)     | Luzumová 7   | Jane Sandanski Arena, Szkopje Nézőszám: 2000 Játékvezetők: Panayides, Andreou (CYP) |
| 2017. március 11. 17:30 | 1× 3×       | Jegyzőkönyv | 3× 3×        | Jane Sandanski Arena, Szkopje Nézőszám: 2000 Játékvezetők: Panayides, Andreou (CYP) |

### 2-es középdöntőcsoport
| #  | Csapat            | M  | Gy | D | V | G+  | G–  | Gk  | P  |
| -- | ----------------- | -- | -- | - | - | --- | --- | --- | -- |
| 1. | Győri Audi ETO KC | 10 | 8  | 1 | 1 | 305 | 234 | +71 | 17 |
| 2. | Larvik HK         | 10 | 5  | 2 | 3 | 279 | 271 | +8  | 12 |
| 3. | CSM București     | 10 | 5  | 1 | 4 | 265 | 257 | +8  | 11 |
| 4. | FC Midtjylland    | 10 | 5  | 0 | 5 | 250 | 241 | +9  | 10 |
| 5. | Krim              | 10 | 3  | 0 | 7 | 238 | 290 | –52 | 6  |
| 6. | Team Esbjerg      | 10 | 2  | 0 | 8 | 251 | 295 | –44 | 4  |

| 2017. január 27. 19:30 | CSM București      | 26–26       | Larvik HK  | Sala Polivalentă, Bukarest Nézőszám: 4973 Játékvezetők: Bounouara, Sami (FRA) |
| 2017. január 27. 19:30 | Isabelle Gulldén 6 | (12–13)     | Kurtović 7 | Sala Polivalentă, Bukarest Nézőszám: 4973 Játékvezetők: Bounouara, Sami (FRA) |
| 2017. január 27. 19:30 | 3× 3×              | Jegyzőkönyv | 3× 3×      | Sala Polivalentă, Bukarest Nézőszám: 4973 Játékvezetők: Bounouara, Sami (FRA) |

| 2017. január 28. 16:30 | Győri Audi ETO KC | 39–22       | Krim              | Audi Aréna, Győr Nézőszám: 5103 Játékvezetők: Vranes, Wenninger (AUT) |
| 2017. január 28. 16:30 | Görbicz 7         | (20–9)      | Milanović-Litre 7 | Audi Aréna, Győr Nézőszám: 5103 Játékvezetők: Vranes, Wenninger (AUT) |
| 2017. január 28. 16:30 | 4× 2×             | Jegyzőkönyv | 6× 3×             | Audi Aréna, Győr Nézőszám: 5103 Játékvezetők: Vranes, Wenninger (AUT) |

| 2017. január 29. 15:00 | FC Midtjylland | 38–26       | Team Esbjerg      | Ikast-Brande Arena, Ikast Nézőszám: 2049 Játékvezetők: Brehmer, Skowronek (POL) |
| 2017. január 29. 15:00 | Jørgensen 12   | (17–19)     | van der Heijden 6 | Ikast-Brande Arena, Ikast Nézőszám: 2049 Játékvezetők: Brehmer, Skowronek (POL) |
| 2017. január 29. 15:00 | 2× 3×          | Jegyzőkönyv | 2× 1×             | Ikast-Brande Arena, Ikast Nézőszám: 2049 Játékvezetők: Brehmer, Skowronek (POL) |

| 2017. február 4. 17:00 | Krim                 | 21–24       | CSM București      | Arena Stožice, Ljubljana Nézőszám: 1560 Játékvezetők: Pandžić, Mošorinski (SRB) |
| 2017. február 4. 17:00 | Peraica, Georgijev 5 | (9–14)      | Isabelle Gulldén 7 | Arena Stožice, Ljubljana Nézőszám: 1560 Játékvezetők: Pandžić, Mošorinski (SRB) |
| 2017. február 4. 17:00 | 2× 3×                | Jegyzőkönyv | 3×                 | Arena Stožice, Ljubljana Nézőszám: 1560 Játékvezetők: Pandžić, Mošorinski (SRB) |

| 2017. február 4. 17:00 | Larvik HK  | 24–22       | FC Midtjylland | Arena Larvik, Larvik Nézőszám: 1777 Játékvezetők: Kurtagic, Wetterwik (SWE) |
| 2017. február 4. 17:00 | Kurtović 9 | (9–11)      | Jørgensen 10   | Arena Larvik, Larvik Nézőszám: 1777 Játékvezetők: Kurtagic, Wetterwik (SWE) |
| 2017. február 4. 17:00 | 3× 2×      | Jegyzőkönyv | 2× 3×          | Arena Larvik, Larvik Nézőszám: 1777 Játékvezetők: Kurtagic, Wetterwik (SWE) |

| 2017. február 5. 16:50 | Team Esbjerg | 26–32       | Győri Audi ETO KC | Blue Water Dokken, Esbjerg Nézőszám: 1820 Játékvezetők: Bonaventura, Bonaventura (FRA) |
| 2017. február 5. 16:50 | Alm 9        | (12–14)     | Görbicz 11        | Blue Water Dokken, Esbjerg Nézőszám: 1820 Játékvezetők: Bonaventura, Bonaventura (FRA) |
| 2017. február 5. 16:50 | 1× 3×        | Jegyzőkönyv | 2× 1×             | Blue Water Dokken, Esbjerg Nézőszám: 1820 Játékvezetők: Bonaventura, Bonaventura (FRA) |

| 2017. február 11. 15:30 | FC Midtjylland | 28–19       | Krim          | Ikast-Brande Arena, Ikast Nézőszám: 1386 Játékvezetők: Schulze, Tönnies (GER) |
| 2017. február 11. 15:30 | Jørgensen 7    | (13–11)     | Bajramoszka 7 | Ikast-Brande Arena, Ikast Nézőszám: 1386 Játékvezetők: Schulze, Tönnies (GER) |
| 2017. február 11. 15:30 | 1× 2×          | Jegyzőkönyv | 4× 2×         | Ikast-Brande Arena, Ikast Nézőszám: 1386 Játékvezetők: Schulze, Tönnies (GER) |

| 2017. február 12. 17:00 | Győri Audi ETO KC | 27–27       | Larvik HK   | Audi Aréna, Győr Nézőszám: 5273 Játékvezetők: Alpaidze, Berezkina (RUS) |
| 2017. február 12. 17:00 | Mørk 7            | (9–11)      | Kurtović 10 | Audi Aréna, Győr Nézőszám: 5273 Játékvezetők: Alpaidze, Berezkina (RUS) |
| 2017. február 12. 17:00 | 2× 3×             | Jegyzőkönyv | 4× 2×       | Audi Aréna, Győr Nézőszám: 5273 Játékvezetők: Alpaidze, Berezkina (RUS) |

| 2017. február 12. 18:00 | CSM București | 33–25       | Team Esbjerg | Sala Polivalentă, Bukarest Nézőszám: 2538 Játékvezetők: Gousko, Repkin (BLR) |
| 2017. február 12. 18:00 | Martín 6      | (17–13)     | Alm 7        | Sala Polivalentă, Bukarest Nézőszám: 2538 Játékvezetők: Gousko, Repkin (BLR) |
| 2017. február 12. 18:00 | 1× 3×         | Jegyzőkönyv | 2× 3×        | Sala Polivalentă, Bukarest Nézőszám: 2538 Játékvezetők: Gousko, Repkin (BLR) |

| 2017. február 25. 17:00 | Larvik HK  | 35–33       | CSM București | Arena Larvik, Larvik Nézőszám: 2277 Játékvezetők: Jurinović, Mrvica (CRO) |
| 2017. február 25. 17:00 | Kurtović 8 | (18–18)     | Martín 8      | Arena Larvik, Larvik Nézőszám: 2277 Játékvezetők: Jurinović, Mrvica (CRO) |
| 2017. február 25. 17:00 | 2× 2×      | Jegyzőkönyv | 3×            | Arena Larvik, Larvik Nézőszám: 2277 Játékvezetők: Jurinović, Mrvica (CRO) |

| 2017. február 25. 19:15 | Krim    | 17–34       | Győri Audi ETO KC | Arena Stožice, Ljubljana Nézőszám: 1800 Játékvezetők: Baumgart, Wild (GER) |
| 2017. február 25. 19:15 | Koren 4 | (10–18)     | Görbicz 10        | Arena Stožice, Ljubljana Nézőszám: 1800 Játékvezetők: Baumgart, Wild (GER) |
| 2017. február 25. 19:15 | 5× 3×   | Jegyzőkönyv | 3× 3×             | Arena Stožice, Ljubljana Nézőszám: 1800 Játékvezetők: Baumgart, Wild (GER) |

| 2017. február 26. 16:50 | Team Esbjerg | 22–21       | FC Midtjylland | Blue Water Dokken, Esbjerg Nézőszám: 1704 Játékvezetők: Ilieva, Karbeska (MKD) |
| 2017. február 26. 16:50 | Alm 7        | (14–11)     | Friis 7        | Blue Water Dokken, Esbjerg Nézőszám: 1704 Játékvezetők: Ilieva, Karbeska (MKD) |
| 2017. február 26. 16:50 | 1× 3×        | Jegyzőkönyv | 2× 3×          | Blue Water Dokken, Esbjerg Nézőszám: 1704 Játékvezetők: Ilieva, Karbeska (MKD) |

| 2017. március 3. 20:00 | CSM București       | 28–26       | Krim           | Sala Polivalentă, Bukarest Nézőszám: 4800 Játékvezetők: Alpaidze, Berezkina (RUS) |
| 2017. március 3. 20:00 | Isabelle Gulldén 10 | (14–12)     | négy játékos 4 | Sala Polivalentă, Bukarest Nézőszám: 4800 Játékvezetők: Alpaidze, Berezkina (RUS) |
| 2017. március 3. 20:00 | 3× 3×               | Jegyzőkönyv | 2× 2×          | Sala Polivalentă, Bukarest Nézőszám: 4800 Játékvezetők: Alpaidze, Berezkina (RUS) |

| 2017. március 3. 20:30 | FC Midtjylland | 24–28       | Larvik HK  | Ikast-Brande Arena, Ikast Nézőszám: 1972 Játékvezetők: Vujacic, Kazanegra (MNE) |
| 2017. március 3. 20:30 | Jørgensen 9    | (11–18)     | Kurtović 7 | Ikast-Brande Arena, Ikast Nézőszám: 1972 Játékvezetők: Vujacic, Kazanegra (MNE) |
| 2017. március 3. 20:30 | 3× 3×          | Jegyzőkönyv | 2× 2×      | Ikast-Brande Arena, Ikast Nézőszám: 1972 Játékvezetők: Vujacic, Kazanegra (MNE) |

| 2017. március 5. 17:00 | Győri Audi ETO KC | 33–22       | Team Esbjerg | Audi Aréna, Győr Nézőszám: 5143 Játékvezetők: Marić, Mašić (SRB) |
| 2017. március 5. 17:00 | Amorim, Görbicz 6 | (17–11)     | Alm 8        | Audi Aréna, Győr Nézőszám: 5143 Játékvezetők: Marić, Mašić (SRB) |
| 2017. március 5. 17:00 | 2× 2×             | Jegyzőkönyv | 4× 3×        | Audi Aréna, Győr Nézőszám: 5143 Játékvezetők: Marić, Mašić (SRB) |

| 2017. március 11. 17:00 | Krim             | 21–27       | FC Midtjylland | Arena Stožice, Ljubljana Nézőszám: 1100 Játékvezetők: Bennani, Bennani (SWE) |
| 2017. március 11. 17:00 | Benko, Jeriček 4 | (9–10)      | Kristiansen 9  | Arena Stožice, Ljubljana Nézőszám: 1100 Játékvezetők: Bennani, Bennani (SWE) |
| 2017. március 11. 17:00 | 2× 3×            | Jegyzőkönyv | 3× 2×          | Arena Stožice, Ljubljana Nézőszám: 1100 Játékvezetők: Bennani, Bennani (SWE) |

| 2017. március 12. 15:00 | Team Esbjerg | 20–25       | CSM București      | Blue Water Dokken, Esbjerg Nézőszám: 1458 Játékvezetők: Brunovský, Čanda (SVK) |
| 2017. március 12. 15:00 | Karlsson 5   | (7–12)      | Brădeanu, Martín 5 | Blue Water Dokken, Esbjerg Nézőszám: 1458 Játékvezetők: Brunovský, Čanda (SVK) |
| 2017. március 12. 15:00 | 1× 2×        | Jegyzőkönyv | 1× 2×              | Blue Water Dokken, Esbjerg Nézőszám: 1458 Játékvezetők: Brunovský, Čanda (SVK) |

| 2017. március 12. 17:00 | Larvik HK           | 25–26       | Győri Audi ETO KC | Arena Larvik, Larvik Nézőszám: 3517 Játékvezetők: Mandák, Rudinský (SVK) |
| 2017. március 12. 17:00 | Riegelhuth Koren 11 | (12–14)     | Amorim, Mørk 6    | Arena Larvik, Larvik Nézőszám: 3517 Játékvezetők: Mandák, Rudinský (SVK) |
| 2017. március 12. 17:00 | 2× 3×               | Jegyzőkönyv | 3× 3×             | Arena Larvik, Larvik Nézőszám: 3517 Játékvezetők: Mandák, Rudinský (SVK) |